# Joan Verdú Sánchez
|  | Aquest article tracta sobre l'esquiador andorrà. Si cerqueu l'exfutbolista català, vegeu «Joan Verdú i Fernández». |

Joan Verdú Sánchez (nascut el 23 de maig de 1995) és un esquiador alpí d'Andorra. Va debutar el 2010. El 22 de gener de 2012 va acabar tercer als campionats nacionals francesos, i va quedar en tercera posició en Super-G als Jocs Olímpics de la Joventut d'Hivern de 2012. Va competir per Andorra als Jocs Olímpics d'hivern de 2014.
El 9 de desembre de 2023 es va acabar tercer a l'Eslàlom Gegant de Lavâl, convertint-se així en el primer esquiador d'Andorra que fa el podi en una Copa del Món.